# Achille Tatius
Œuvres principales
- Leucippé et Clitophon

Achille Tatius est un écrivain grec ayant probablement vécu au IIe siècle ou vers 250. Il est surtout connu comme auteur de l'ouvrage, Leucippé et Clitophon, mais il l'est aussi d'une Introduction aux Phénomènes d'Aratos, également conservée.

## Biographie
La Souda contient à son sujet la notice suivante : « Achille Tatius d'Alexandrie écrivit l'Histoire de Leucippé et Clitophon et d'autres histoires amoureuses, en huit livres ; à la fin de sa vie, il devint chrétien et évêque. Il écrivit aussi sur la sphère et l'étymologie, et une Histoire mélangée, qui traite de nombreux personnages importants et admirables. Son style est partout semblable à ce qu'il est dans ses histoires amoureuses. »
La conversion et l'épiscopat d'Achille Tatius mentionnés par cette notice sont invérifiables et improbables : il s'agit sans doute d'une légende élaborée a posteriori, semblable à celle qui circulait au sujet d'Héliodore.
L'époque à laquelle a vécu Achille Tatius est difficile à estimer, comme c'est le cas pour d'autres auteurs de romans grecs. La paléographie permet de dater de la fin du IIe siècle les papyri les plus anciens du Roman de Leucippé et Clitophon, ce qui constitue un terminus ante quem. Ces découvertes ont démenti les estimations antérieures qui situaient plutôt Tatius à une époque nettement plus tardive, au Ve , voire au VIe siècle. Quant à l'indication qui se trouve à la fois dans la Bibliothèque de Photius et dans la Souda, selon laquelle il était d'Alexandrie, elle est peut-être seulement inspirée par les descriptions précises de cette ville que l'on trouve dans l'ouvrage.

#### Œuvres d'Achille Tatius
- Leucippé et Clitophon : Le Roman de Leucippé et Clitophon, édition bilingue, texte établi et traduit par Jean-Philippe Garnaud, Collection Universitaire de France (CUF), Paris, Les Belles Lettres, 1991 ; Pierre Grimal, Romans grecs et latins, Bibliothèque de la Pléiade, Paris, Gallimard, 1958, p. 869-1023.
- Introductio in Aratum (Introduction aux Phénomènes d'Aratos (Eisagogè)), édi. par Ernst Maass, Commentarorium in Aratum reliquiae, Berlin, 1898, p. 27-75 et 80-85. Fragments d'un manuel élémentaire d'astronomie.
- Origine et vie d'Aratos, édi. J. Martin, Scholia in Aratum vetera, Stuttgart, 1974, p. 6-10.

#### Études
- J. Rougé, « Romans grecs et navigation : le voyage de Leucippé et Clitophon en Égypte », Archaeonautica, 2, 1978.
- Marie-Nicolas Bouillet et Alexis Chassang, « Achilles tatius », dans Dictionnaire universel d’histoire et de géographie Bouillet Chassang, t. 1, Librairie Hachette, 1878 (lire sur Wikisource), p. 13.